# 傷だらけの天使 (映画)
『傷だらけの天使』（きずだらけのてんし）は、1997年4月19日に公開された日本のロードムービー。同名のテレビドラマである『傷だらけの天使』のキャラクターをもとにしている。通称は「傷天」。

## あらすじ
満と久は、探偵として放浪の日々を送っていたが、事務所を閉じることになった。最後の仕事として、彼らは雑居ビルに潜入し、瀕死の男・倉井とその息子・蛍に出会う。蛍を母親に届けることを決意するが、母親は引っ越しを控え、満と久とともに青森に向かうことになる。しかし、母親は再婚を控えており、蛍を引き取ることができないと告げる。絶望的な状況の中、満と久は蛍を祖父のもとに連れて行くことを決意し、青森から七戸へと旅立つ。帰り道、満は自ら久と別れ、青森で化粧品講習のインストラクターである英子と出会う。英子に惹かれつつも、恋愛の傷を抱える彼女を支えようと決心し、東京で再会の約束を交わす。満たちが立ち寄ったドライブインで食事をしていると、同級生・保と再会する。保はみちのくプロレスのサスケとして活動していた。ひょんなことから満は覆面レスラーとなり試合に出ることになる。なんとか旅を再開した満たち、しかし、久が再び現れ、共に東京に戻る途中で、倉井を襲ったヤクザの殺し屋に襲われる。

## キャスト
- 木田満 - 豊川悦司
- 石井久 - 真木蔵人
- 立花英子 - 原田知世
- 倉井蛍 - 類家大地
- 倉井拓也 - 三浦友和
- 倉井錠治 - 菅原文太
- 足立源太 - 宇崎竜童
- 中津和江 - 余貴美子
- 大島正次 - 杉本哲太
- サスケ（保〈たもつ〉） - ザ・グレート・サスケ
- 中津佳乃 - 町田澄子
- 牧場長 - 麿赤児
- 東山一郎 - 趙方豪
- プロレスラー - グラン浜田、スペル・デルフィン、新崎人生[2]、愚乱・浪花、タイガーマスク
- リングアナウンサー - 篠塚誠一郎
- レフェリー - 松井幸則
- 判子屋主人 - 山屋盛三
- 居酒屋マスター - 長谷川直行
- 桜木 - 木村勝一
- 理容師 - 坂本伊左夫

## スタッフ
- 監督 - 阪本順治
- 脚本 - 丸山昇一
- 企画 - 中沢敏明
- 製作 - 木村政雄、阿部義高、中川滋弘
- プロデューサー - 椎井友紀子
- 撮影 - 笠松則通
- 美術 - 金勝浩一
- 主題歌、音楽 - 井上尭之
- 音楽プロデュース - ラサポイント
- 録音 - 志満順一
- 調音 - 多良政司
- 音響効果 - 船橋利一
- 照明 - 豊見山明長
- 編集 - 深野俊英
- 衣裳デザイン - ワードローブ
- 衣裳 - 宮本まさ江
- 助監督 - 井川浩哉
- スクリプター - 今村治子
- スチール - ジェフリー・ジョンソン